# Глинянська сільська рада
Гли́нянська сільська́ ра́да — адміністративно-територіальна одиниця та орган місцевого самоврядування в Добровеличківському районі Кіровоградської області. Адміністративний центр — село Глиняне.

## Загальні відомості
- Населення ради: 806 осіб (станом на 2001 рік)

## Населені пункти
Сільській раді були підпорядковані населені пункти:
- с. Глиняне
- с. Міжколодяжне
- с. Новоглиняне

## Склад ради
Рада складалася з 14 депутатів та голови.
- Голова ради: Приподобний Олексій Петрович
- Секретар ради: Андрусяк Олена Євгенівна

### Керівний склад попередніх скликань
| Прізвище, ім'я, по батькові  | Основні відомості                                                 | Дата обрання | Дата звільнення |
| ---------------------------- | ----------------------------------------------------------------- | ------------ | --------------- |
| Приподобний Олексій Петрович | Сільський голова, 1961 року народження, освіта вища, безпартійний | 26.03.2006   | 31.10.2010      |
| Приподобний Олексій Петрович | Сільський голова, 1951 року народження, освіта вища, безпартійний | 31.10.2010   | 25.10.2015      |
| Приподобний Олексій Петрович | Сільський голова, 1951 року народження, освіта вища, безпартійний | 25.10.2015   |                 |

Примітка: таблиця складена за даними сайту Верховної Ради України та ЦВК

### Депутати VII скликання
За результатами місцевих виборів 2015 року депутатами ради стали:

#### За суб'єктами висування
| Суб'єкт висування | Кількість обраних депутатів | %      |
| ----------------- | --------------------------- | ------ |
| Самовисування     | 12                          | 100.00 |

#### За округами
| № округу | Прізвище, ім'я, по батькові     | Ким висунуто  | Дата нар.  | Освіта              | Партійна приналежність | Відомості                                          |
| -------- | ------------------------------- | ------------- | ---------- | ------------------- | ---------------------- | -------------------------------------------------- |
| 1        | Комарист Олена Анатоліївна      | Самовисування | 15.06.1972 | вища                | безпартійна            | Глинянський НВК вчитель, Вчитель географії         |
| 2        | Попереченко Валентина Василівна | Самовисування | 15.09.1977 | професійно-технічна | безпартійна            | Укрпошта с. Новоглиняне, оператор-листоноша        |
| 3        | Дерев'янко Юрій Анатолійович    | Самовисування | 21.02.1975 | загальна середня    | безпартійний           | ФОП Дерев'янко Ю. А., Приватний підприємець        |
| 4        | Приподобна Олена Сергіївна      | Самовисування | 07.04.1963 | вища                | безпартійна            | Глинянський сільський клуб, бібліотекар            |
| 5        | Андрусяк Олена Євгенівна        | Самовисування | 06.08.1964 | вища                | безпартійна            | Глинянська сільська рада, секретар                 |
| 6        | Чуприна Олександр Сергійович    | Самовисування | 21.07.1990 | вища                | безпартійний           | КЧ-12 Майстер по контролю залізничної колії        |
| 7        | Барвінок Тетяна Степанівна      | Самовисування | 23.09.1964 | вища                | безпартійна            | пенсіонер                                          |
| 8        | Жиленко Ольга Анатоліївна       | Самовисування | 10.03.1965 | вища                | безпартійна            | Глинянський НВК вчитель, Вчитель початкових класів |
| 9        | Петрюк Наталія Володимирівна    | Самовисування | 11.05.1963 | вища                | безпартійна            | Глинянська сільська рада, бухгалтер                |
| 10       | Плаксієнко Сергій Зіновійович   | Самовисування | 25.03.1961 | вища                | безпартійний           | СФГ Плаксієнка С.З, Голова СФГ                     |
| 11       | Дабіжа Вадим Леонідович         | Самовисування | 03.05.1974 | загальна середня    | безпартійний           | ФОП Дабіжа В.Л, Приватний підприємець              |
| 12       | Мельник Іван Іванович           | Самовисування | 01.04.1977 | професійно-технічна | безпартійний           | Міжколодяжний сільський клуб, завідувач клубу      |

## Населення
Згідно з переписом УРСР 1989 року чисельність наявного населення сільської ради становила 850 осіб, з яких 377 чоловіків та 473 жінки.
За переписом населення України 2001 року в сільській раді мешкало 806 осіб.

### Мова
Розподіл населення за рідною мовою за даними перепису 2001 року:
| Мова       | Відсоток |
| ---------- | -------- |
| українська | 88,59 %  |
| молдовська | 9,06 %   |
| російська  | 1,99 %   |
| білоруська | 0,37 %   |